# KFJB 1–32
A KFJB 1–32 egy gyorsvonati szerkocsisgőzmozdony-sorozat volt a Ferenc József császár Vasútnál (Kaiser-Franz-Josephs-Bahn, KFJB).
Ennek a sorozatnak a mozdonyait a Sigl bécsi mozdonygyára és a Bécsújhelyi Mozdonygyár szállította a KFJB-nek. Csak az első mozdony kapott nevet - JOHANN ADOLPH –  a többi csak számot. A sorozat  KFJB pályaszámai 1-32.
A mozdonyok 1886 és 1894 között új kazánt kaptak. A táblázat a kazáncsere utáni műszaki adatokat tartalmazza. Az új kazánok részletekben eltértek egymástól.
A KFJB 1884-es  államosítása után a cs. kir. osztrák Államvasutak (österreichischen Staatsbahnen, kkStB) a 24 sorozat 01-32 pályaszámokra számozta be a sorozatot.
Az első világháború után már csak három db, a 24.06, 14 és 17 került a Csehszlovák Államvasutakhoz, mint ČSD 233.0 sorozat, melyeket 1928-ig selejteztek. Két mozdonyt feltehetően még a ČSD-nek átadottak előtt a Lengyel Államvasutakhoz került, ahol a PKP Oc12 sorozatot szánták nekik.

## Fordítás
Ez a szócikk részben vagy egészben  a   KFJB 1–32 című német Wikipédia-szócikk fordításán alapul.  Az eredeti cikk szerkesztőit annak laptörténete sorolja fel. Ez a jelzés csupán a megfogalmazás eredetét és a szerzői jogokat jelzi, nem szolgál a cikkben szereplő információk forrásmegjelöléseként.